# Max Bird
Max Andrew Bird (* 18. September 2000 in Burton upon Trent) ist ein englischer Fußballspieler, der bei Bristol City unter Vertrag steht. 

## Sportliche Karriere
Der seit 2010 in der Jugend von Derby County spielende Max Bird debütierte am 12. September 2017 für seinen Verein bei einer 2:3-Niederlage im EFL Cup 2017/18 beim FC Barnsley. Der zu diesem Zeitpunkt erst 16-Jährige wurde in der Folge wieder in den Nachwuchsmannschaften Derbys eingesetzt. In der Saison 2018/19 kam er neben vier Einsätzen in den Pokalwettbewerben auch zu vier Ligaspielen in der EFL Championship 2018/19. Derby erreichte in dieser Spielzeit das Finale der Aufstiegs-Play-offs, verlor dieses jedoch ohne den nicht nominierten Bird mit 1:2 gegen Aston Villa und verpasste damit den Aufstieg in die Premier League. In der darauffolgenden Spielzeit etablierte sich der defensive Mittelfeldspieler als fester Bestandteil der ersten Mannschaft und absolvierte 22 Ligapartien.
Mitte September 2020 unterzeichnete Bird einen bis 2024 gültigen Vertrag in Derby und bestritt 33 Spiele für seinen Verein in der Saison 2020/21. Derby hatte zu diesem Zeitpunkt seine Transferpolitik deutlich umgestellt und setzte vermehrt auf Spieler aus der eigenen Jugend, statt auf teuer verpflichtete Neuzugänge. In der Liga führte die auf finanziellen Zwängen beruhende Umstellung zu einem deutlichen Leistungsabfall und dem nur knapp errungenen Klassenerhalt mit einem Punkt Vorsprung auf den Absteiger Wycombe Wanderers. Diesen verfehlte der sich zwischenzeitlich einen Stammplatz im Mittelfeld des von Wayne Rooney trainierten Zweitligisten eroberte Bird mit seinem Team in der EFL Championship 2021/22, als der Verein erstmals seit 1986 wieder in die dritte Liga abstieg. Derby County wurden aufgrund der Eröffnung eines Insolvenzverfahrens und der Verletzung von Vorschriften im September sowie im November 2021 insgesamt 21 Punkte abgezogen, mit denen der Verein den Klassenerhalt souverän geschafft hätte.
Nach einem siebten Platz in der ersten Spielzeit, sicherte sich Bird mit seiner Mannschaft mit dem Gewinn der Vizemeisterschaft der EFL League One 2023/24 den Wiederaufstieg in die zweite Liga. Max Bird war bereits zu Beginn der Rückrunde an den Zweitligisten Bristol City verkauft worden, jedoch verbunden mit einer Ausleihe an Derby für den Rest der Saison.